# Иванченко, Галина Владимировна
Гали́на Влади́мировна Ива́нченко (4 июня 1965, Таганрог — 4 августа 2009, Москва) — российский психолог и философ. Кандидат психологических наук, доктор философских наук.

## Биография
Родилась в семье учёных в Таганроге. Отец — профессор, специалист в области радиотехники и акустики, композитор Владимир Петрович Рыжов (1941—2019), брат Виктор — профессор Северо-Иллинойского университета, скрипач. Брат Юрий (род. 1975) — доктор культурологии, кандидат технических наук, доцент, художник.
Окончила в 1987 году факультет психологии МГУ имени М.В. Ломоносова. С 1999 года до последних дней работала в Высшей школе экономики на факультете социологии заместителем декана по научной работе, одновременно на кафедре общей социологии — профессором. В Институте человека РАН — ведущим научным сотрудником.
Кандидат психологических наук (МГУ им. М.В. Ломоносова, Институт человека РАН, тема диссертации — «Опосредование в восприятии музыки», научный руководитель В. Л. Рабинович, 1996).
Доктор философских наук (Государственный институт искусствознания, Москва).

## Научная деятельность
Исследования по темам:
- «Образы возможного-невозможного в эпоху социальных изменений», 1994—1995;
- «Стратегии самоопределения в сфере возможного: индивидуальное и типическое», 1995—1996;
- «Музыкальное восприятие как проблема эмпирической эстетики» 1997—1999;
- «Информационная модель эстетических предпочтений» 2000—2002;
- «Коммуникативные функции заглавия художественного текста: механизмы и модели» 2003—2005;
- «Системный анализ культурной динамики: российские масс-медиа 1896—2006» 2007—2009;
- «Психология понимания поэтических текстов: гендерные и индивидуальные различия», 2000—2002;
- «Профессиональные и жизненные перспективы молодежи в творческих профессиях», 2004—2006;
- «Психология восприятия поэзии: комплексный анализ», 2007—2009;
- «Профессиональная карьера женщин в условиях нестабильного социума: детерминанты и стратегии», 2001—2003;
- «На пороге профессиональной карьеры: социальные проблемы и личностные стратегии выбора», 2003—2004;
- «Стратегии самоопределения в сфере возможного: региональные особенности и личностные детерминанты», 2006—2007;
- «Атеизм в пост-атеистическом обществе: социальные представления и предпосылки выбора», 2009.

## Основные публикации и монографии
- Принцип необходимого разнообразия в культуре и в искусстве. — Таганрог: Изд-во ТРТУ, 1999. — 206 с.
- Реальность Паблик Рилейшнз. — М.: Смысл, 1999. — 156 с. — ISBN 5-89357-050-2
- Психология восприятия музыки: проблемы, подходы, перспективы. — М.: «Смысл», 2001. — 264 с. — ISBN 5-89357-105-3.
- Профессиональное самоопределение в творческих профессиях: проблемы, возможности, стратегии / Г. В. Иванченко, М. А. Козлова. — М.: Изд-во Сообщества профессиональных социологов, 2006.
- Совершенство в искусстве и в жизни. — М.: КомКнига, 2007. — 10 с., ISBN 978-5-484-00742-4
- Универсум одиночества: социологические и психологические очерки. М.: Логос, 2006 (в соавт. с Н. Е. Покровским). 2-е изд., испр. и дополн — 2008, ISBN 5-98704-223-2, ISBN 978-5-98704-223-6, ISBN 978-5-98704-223-2 (ошибоч.)
- Логос любви. — М.: Смысл, 2007. — 144 с. — ISBN 978-5-89357-236-0
- Идея совершенства в психологии и культуре. — М.: Смысл, 2007. — 255 с.
- Д. А. Леонтьев, Г. В. Иванченко. Комплексная гуманитарная экспертиза: методология и смысл. — М.: Смысл, 2008. — ISBN 978-5-89357-235-3.
- Космос любви: по ту сторону покоя и воли. — М.: Смысл, 2009. — 157 с.
- Забота о себе: история и современность. М.: Смысл, 2009. — 303 с.

Разделы в учебниках и коллективных монографиях
- Культурология: Учебн. для техн. вузов / под ред. Н. Г. Багдасарьян. — 7-е изд. М.: Высшая школа, 2008 (0,5 п.л.), ISBN 5-06-003475-5
- Искусство в картине мира субкультур современной России: возможности психологического анализа // Цветущая сложность. Разнообразие картин мира и художественных предпочтений субкультур и этносов / Науч. ред. К. Б. Соколов; ред.-сост. П. Ю. Черносвитов. — СПб.: Алетейя, 2004. — с.359-379.
- Дискурс толерантного и интолерантного субъектов // Скрытое эмоциональное содержание текстов СМИ и методы его объективной диагностики / Под ред. А. А. Леонтьева, Д. А. Леонтьева. — М.: Смысл, 2004.— с.44-56.
- Проблемы профессионального самоопределения молодежи в трансформирующемся обществе // Инновационное развитие России и человеческий потенциал молодежи / Отв.ред. Б. Г. Юдин, сост. И. И. Ашмарин. — И.: ИФРАН, 2008. — с.126-164.

Статьи в сборниках и научных журналах
- Общее и особенное в восприятии музыки // Искусство и эмоции. Материалы международного симпозиума / Отв.ред. Л. Я. Дорфман, Д. А. Леонтьев, В. М. Петров, В. А. Созинов. — Пермь: Пермский государственный институт культуры, 1991. — с.209-220.
- The Phenomenon of Invariance in Style Identification Tasks // Rivista di Psicologia dell’Arte, Anno XVII, 1996, N 7. P.33-38.
- The Higher Levels of Intelligence and Musical Perception // Emotion and Art / L. Dorfman, C. Martindale, V. Petrov, G. Cupchik, D. Leontiev, P. Machotka (Eds.). Perm — Moscow — Maine — Toronto — Santa-Cruz, 1997. P.233-239.
- Наскальная живопись двадцатого века. // Человек. 1997. № 3.
- Языки музыки и музыкальные предпочтения // Искусство в контексте информационной культуры (Проблемы информационной культуры. Выпуск 4) / Ред. Ю. Н. Рагс, В. М. Петров. М.: Смысл, 1997. — с.105-113. — 0.4 п.л.
- Польский ежеквартальный журнал по психологии развития // Психологический журнал, 1997. Том 18, № 3.
- Социокультурное пространство как пространство возможностей: объективное и субъективное измерения // От массовой культуры к культуре индивидуальных миров: новая парадигма цивилизации. Сборник статей[6] / Москва: Изд. ГИИ, 1998. — с.341-355.
- Иерархическая система эстетического восприятия: информационный подход // Труды Международного научного симпозиума «Информационный подход в эмпирической эстетике» / Ред. Г. М. Балим, В. М. Петров, В. П. Рыжов. Таганрог: Изд-во ТРТУ, 1998. — с.177-188. (в соавт.) — 0.5 п.л.
- Musical Work and Listener’s Contexts // Труды Международного научного симпозиума «Информационный подход в эмпирической эстетике» / Ред. Г. М. Балим, В. М. Петров, В. П. Рыжов. Таганрог: Изд-во ТРТУ, 1998. — с.222-230. — 0.4 п.л.
- Психология искусства и творчества: интеграция естественно-научного и гуманитарного подходов // Психологический журнал, 1998. Том 19, № 2. — с.175-178. — 0.2 п.л.
- Музыкальный образ и тембровые предпочтения // Материалы международного научного симпозиума «Взаимодействие человека и культуры: теоретико-информационный подход» / Ред. Г. М. Балим, В. М. Петров, В. П. Рыжов. Таганрог: Изд. ТРТУ, 1998. — с.165-169. (в соавт.) — 0.2 п.л.
- Принципы моделирования эстетических явлений // Информационное мировоззрение и эстетика. Труды Международного научного симпозиума «Взаимодействие человека и культуры: теоретико-информационный подход» / Ред. В. М. Петров, В. П. Рыжов. Таганрог: Изд-во ТРТУ, 1998. — с.65-75. (в соавт.) — 0.5 п.л.
- Долговременные тенденции в эволюции композиторского творчества // Информационное мировоззрение и эстетика. Труды Международного научного симпозиума «Взаимодействие человека и культуры: теоретико-информационный подход» / Ред. В. М. Петров, В. П. Рыжов. Таганрог: Изд-во ТРТУ, 1998. — с.179-191. — 0.5 п.л.
- Социокультурные перспективы России: теоретико-информационный подход // Технико-технологические инновации в социокультурной динамике России. III Энгельмейеровские чтения (материалы). Январь 1999 г. Москва. М.: Изд-во МГТУ, 1999. — с.73-81. — 0.4 п.л.
- Социальная адаптация студентов с дефектами слуха // Человек. 1999. № 1. — с.121-123. (в соавт. с Н. Г. Багдасарьян)
- Человек, культура — информационный подход // Человек. 1999. № 2. — с.182-184. 0.2 п.л. (в соавт. с И. И. Ашмариным)
- Психология в системе социально-гуманитарных дисциплин // Психологический журнал. 2000. Том 21. № 2. — с.108-112. (в соавт. с Н. Г. Багдасарьян)
- Социокультурный и психологический анализ информационных процессов // Динамика техносферы: социокультурный контекст. Ред. Н. Г. Багдасарьян. М.: Изд-во МГТУ им. Н. Э. Баумана. М., 2000. — с.128-149.
- В перспективе безысходности // Человек, 2000, № 3, с.172-175
- Эволюционная динамика системы поэтического творчества (русская поэзия 1800—1980) // Искусство творчества — творчество в искусстве / Под ред. Л. Дорфмана, К. Мартиндейла, В. Петрова, П. Махотки, Д. Леонтьева, Д. Купчика. М.: Наука, Смысл, 2000. — с.485-501. (в соавт. с А. В. Харуто)
- Разнообразие искусства и творчества: подходы и принципы анализа // Языки науки — языки искусства / Общ. ред. З. Е. Журавлевой, В. А. Копцика, Г. Ю. Ризниченко. М.: Прогресс-Традиция, 2000. — с.147-151.
- Восприятие музыки и музыкальные предпочтения // Психологический журнал. 2001. Том 22, № 1. — с.72-81.
- The Perception of a Poetic Text in Light of the Evolution of a System of Poetic Creativity // Journal of Russian and East European Psychology. May-June 2000. Vol.38, No.3, pp. 87–102
- Разнообразие в культуре: детерминирующие тенденции или законы? // Информационный подход в науках о человеке. Сб. научн. статей. Под ред. Г. М. Балима, В. М. Петрова, В. П. Рыжова. Таганрог: Изд-во ТРТУ, 2001. — с.73-82.
- Потенциал развития личности в высшей технической школе: перспективы изучения и формирования // Технические университеты как центры формирования инженерной элиты XXI века. Материалы IV Энгельмейеровских чтений. Под ред. Н. Г. Багдасарьян. М.: Изд-во МГТУ им. Н. Э. Баумана, 2002. — с.239-244.
- К эстетике возможного // Человек. 2002. № 3. — с.150-159.
- Человеческий потенциал: развитие личности в образовательной среде // Человеческий потенциал России: интеллектуальное, социальное, культурное измерения. Под ред. Б. Г. Юдина. — М.: Институт человека РАН, 2002. — с.167-178.
- Женское авторство в литературной традиции: стереотипы «наивного читателя» // Традиции в контексте русской культуры. Выпуск IX: Межвузовский сборник научных работ. — Череповец, ЧГУ, 2002. — с.140-152.
- Личностный потенциал и возможности: мотивационные аспекты // Современная психология мотивации / Под ред. Д. А. Леонтьева. — М.: Смысл, 2002. — с.278-288.
- Информация и риск в условиях постсовременности: метаморфозы интеллектуальной деятельности // Материалы VI Энгельмейеровских чтений. Под общ. ред. Н. Г. Багдасарьян. — Дубна: Междунар. Ун-т природы, о-ва и человека «Дубна», 2003. — с.64-69.
- «Эмоциональный накал»: к вопросу об экзистенциальных инвариантах // 2 Всероссийская научно-практическая конференция по экзистенциальной психологии (Звенигород, 2-5 мая 2004 г.). — М.: Смысл, 2004. — с.117-119.
- Избранные экзистенциальные расчеты: 1. Жертва ферзя // 2 Всероссийская научно-практическая конференция по экзистенциальной психологии (Звенигород, 2-5 мая 2004 г.). — М.: Смысл, 2004. — с.157-161.
- Гендерные различия жизненных перспектив: взгляд из детства (недоступная ссылка) // Мальчики и девочки: реалии социализации. Сб. статей. — Екатеринбург: Изд-во Урал. ун-та, 2004. — с.118-128.
- Энциклопедия как совершенный текст // Философский век. Альманах. Вып.27. Энциклопедия как форма универсального знания: от эпохи Просвещения к эпохе Интернета / Отв. ред. Т. В. Артемьева, М. И. Микешин. — СПб: Санкт-Петербургский Центр истории идей, 2004. — с.221-227.
- Имплицитные концепции профессионального успеха в изменяющемся социуме: от традиционной модели к эскапистской / Традиции в контексте русской культуры. Выпуск XI: Межвузовский сборник научных работ. — Череповец: Изд-во ЧГУ, 2004. — с.314-317.
- Локальные культы в глобальной культуре // Культурологические записки. Вып.9. Художественная культура в эпоху глобализации. — М.: Изд-во Государственного института искусствознания, 2004. — с.286-301 (в соавт. с Ю. В. Рыжовым)
- Имплицитные концепции творческой личности и профессионализма // Вестник УРАО. 2004. № 3. — с.89-106 (в соавт. с Безроговым В. Г., Казарян М. Ю., Козловой М. А.).
- Заглавия стихотворных книг как историко-психологический источник // Художественная литература как историко-психологический источник. Материалы XVI научной конференции. — СПб: Изд-во «Нестор», 2004. — с.84-89 (в соавт. с Ю. Б. Орлицким).
- На пороге профессиональной карьеры: социальные проблемы и личностные стратегии выбора (недоступная ссылка) // Мир России. Т.14. 2005 № 2. — с.97-125.
- Самоопределение личности как открытый проект // Человек. 2005. № 3. — с.5-16.
- Как понимают творчество и профессионализм студенты творческих вузов сегодня // Музыка и музыкант в меняющемся социокультурном пространстве. Сб. статей. — Ростов-на-Дону: Изд-во Ростовской гос. консерватории им. С. В. Рахманинова, 2005. — с.10-21 (в соавт. с М. Ю. Казарян, Ю. В. Рыжовым).
- К системной методологии комплексной гуманитарной экспертизы // Труды Ярославского методологического семинара. Том 3: Метод психологии. / Под ред. В. В. Новикова (гл.ред.), И. Н. Карицкого, В. В. Козлова, В. А. Мазилова. — Ярославль: МАПНБ 2005. — с.89-110. (в соавт. с Д. А. Леонтьевым, Ф. С. Сафуановым, Г. Л. Тульчинским).
- Шедевр и его восприятие: к проблеме межпоколенческой интолерантности // Теория художественной культуры. Вып.8. М.: Изд-во ГИИ, 2005. — с.354-366.
- Тайна именования: заглавия поэтических сборников в авторском и читательском восприятии (недоступная ссылка) // Творчество в искусстве: взгляд с разных сторон. 2005 / Москва — Звенигород, сентябрь 2005.
- Стратегии профессионального самоопределения и репрезентации профессионализма // Психология. Журнал Высшей школы экономики, 2005. Т.2. № 2. — с.24-51.резюме
- Компаративные исследования искусства: потенциал экспертизы // Культурологические записки. Вып. 10. Прогресс в свете компаративных исследований (теория и практика). М.: Изд-во ГИИ, 2005. — с.82-100.(в соавт. с Ю. В. Рыжовым)
- Шедевр в системе художественной культуры // Системные исследования культуры. 2005. / научн. ред. В. С. Жидков/ СПб: Алетейя, 2006. — с.85-97 (в соавт. с Н. А. Головиной).
- Глобальная культура в потоке возможностей // Системные исследования культуры. 2005. / научн. ред. В. С. Жидков/ СПб: Алетейя, 2006. — с.274-279.
- Тесты интеллекта, генерируемые компьютером — решение проблемы защищенности и многоразового использования тестов // Развитие тестовых технологий в России. Тезисы докладов VI Всероссийской научно-методической конференции. — М.: Центр тестирования Министерства образования РФ. 2005. — с.24 (в соавт. с Д. В. Ушаковым).
- Три грани совершенной любви // Человек. 2006. № 2. — с.70-81.
- Экспертные сообщества в постсоветском и западном мире (к постановке проблемы) // Экспертиза в социальном мире: от знания к деятельности / Под ред. Г. В. Иванченко, Д. А. Леонтьева. — М.: Смысл, 2006. — с.114-124.
- Основные направления экспертизы образования в странах Запада (на примере США) // Экспертиза в социальном мире: от знания к деятельности / Под ред. Г. В. Иванченко, Д. А. Леонтьева. — М.: Смысл, 2006. — с.383-400 (в соавт. с В. Г. Безроговым)
- Методические вопросы подготовки специалистов по гуманитарной экспертизе // Экспертиза в социальном мире: от знания к деятельности / Под ред. Г. В. Иванченко, Д. А. Леонтьева. — М.: Смысл, 2006. — с.428-442 (в соавт. с Д. А. Леонтьевым)
- Неопределенность и риск как антропологические константы современности: возможности гуманитарной экспертизы // Знание. Понимание. Умение. Научный журнал Московского гуманитарного университета. 2006. № 4. С. 205—207.
- От случайного к неотвратимому // Экзистенциальная традиция: философия, психология, психотерапия. 2006 № 1. — с.39-48.
- «Мужское» и «женское» в текстах глазами «наивного читателя» // Homo Legens — 3. Сб. статей: Памяти Алексея Алексеевича Леонтьева (1936—2004); ред. Б. В. Бирюков. — М.: Школьная библиотека, 2006. — с.147-155.
- Здоровье в структуре базовых ценностей студенческой молодежи и человеческий потенциал // Традиции в контексте русской культуры. Выпуск XIII: Межвузовский сборник научных работ. — Череповец: Изд-во ЧГУ, 2006. — с.201-208.
- Язык рекламы рынка книжной продукции: представления студентов о «старых» и «новых» способах продвижения книг // Язык современной рекламы. Научно-методический сборник статей и материалов. — Череповец: ГОУ ВПО «Череповецкий госуниверситет», 2006. — с.54-63.(в соавт. с А. А. Таировой)
- Между случайным и неотвратимым (часть 2) // Экзистенциальная традиция: философия, психология, психотерапия. 2007 № 1. — с.144-154.
- Возрасты одиночества[7] // Развитие личности. 2007. № 1. — с.55-80.
- Ожидание // Человек. 2007. № 3. — с.124-131.
- Сложение, умножение, усложнение: потребности и состояния потребителя // Модернизация экономики и общественное развитие. В трех кн. Кн.2. Отв. ред. Е. Г. Ясин. — М.: Изд.дом ГУ ВШЭ, 2007. — с.279-285.
- Личностный потенциал и представления о возможном как факторы профессионального самоопределения студенческой молодежи России // Образы российской молодежи в современном мире: её самосознание и социокультурные ориентиры: доклады и материалы Всеросс. научн. конференции, Москва, 6-7 декабря 2007 г. Отв.ред. В. А. Луков. — М.: Изд-во Моск.гуманит.ун-та, 2007. — с.92-103.
- «Христианская благодатная психология»: как бы с религией и как бы с психологией // Психология. Журнал Высшей школы экономики, 2007. Т.4. № 4. — с.53-57.
- Аэропорт: опыт потустороннего // Экзистенциальная традиция: философия, психология, психотерапия. 2008. № 1. — с.35—39.
- Представления студентов выпускных курсов о возможном: региональные и гендерные различия[8]
- Сгибы и разрывы скриптов[9] // Философские науки. 2008, № 8. — с.48-58.
- «Неоархаика» в искусстве в контексте современных социокультурных трансформаций // Системные исследования культуры. Вып.2. Под ред. Иванченко Г. В., Жидкова В. С. СПб: Алетейа, 2008. — с.182-198 (в соавт. с Ю. В. Рыжовым)
- Заглавия поэтических книг и произведений как явление русской культуры (опыт системного рассмотрения) // В кн.: Системные исследования культуры. М.: Алетейя, 2008. — с.437-472 (в соавт. с Ю. Б. Орлицким)
- Раннехристианское ученичество и античный образовательный канон в наследии Тертуллиана // В кн.: Берестень: философско-культурологический альманах. М.: НовГУ им. Ярослава Мудрого, 2008. (В соавт. с Н. Баранниковой)
- К феноменологии ожидания // Время пути: исследования и размышления / Под ред. Р. А. Ахмерова, Е. И. Головахи, Е. Г. Злобиной, А. А. Кроника, Д. А. Леонтьева. К.: Изд-во Ин-та социологии НАН Украины, 2008. — с.114-138.
- Скриптизация бытия: явление нового субъекта? Виртуальный круглый стол // Философские науки. 2008. № 9. — с.81-92 (в соавт. с Егоровым С. Н., Тульчинским Г. Л., Уваровым М. С., Эпштейном М. Н.).
- Предельные ценности. ТВ как инструмент телепортации // Наука телевидения. Научный альманах. Выпуск 5, 2008. Сост. Г. Н. Гамалея. М.: Гуманитарный институт телевидения и радиовещания им. М. А. Литовчина, 2008. — с.38-45.
- Понятие метапатологии у А. Маслоу: контексты и перспективы. // Психология. Журнал Высшей школы экономики, 2008. Т.5. № 3. — с.105-122.
- Развитие информационного пространства российской культуры: XX век (недоступная ссылка) // Второй Российский культурологический конгресс с международным участием «Культурное многообразие: от прошлого к будущему»: Программа. Тезисы докладов и сообщений. — СПб: Эйдос, Астерион, 2008. — с.90, 527.

Научная публицистика, диалоги и письма
- В перспективе безысходности. Marco Binetti, 2002.
- «В Вашем отношении к полузасохшему древу русского языка…» Дар слова. Проективный лексикон Михаила Эпштейна. Читательский выпуск № 11, 4 октября 2003.
- Ким Н., Щеглова М. Вместе — и свободны! Журнал Psychologies, № 13, февраль 2007.
- Шевченко Е. Мы рождены, чтобы жить полной жизнью[10]. Журнал Psychologies, № 22, ноябрь 2007.
- «Гендерные исследования в России 90-х годов: подходы и проблематика» Опрос Тубольцева Ю.

Словарные и энциклопедические статьи
- Разнообразие культурное. Субкультура. Судьба. Толерантность // Глобалистика: Энциклопедия / Гл. ред. И. И. Мазур, А. Н. Чумаков; Центр научных и прикладных программ «Диалог». — М.: ОАО Издательство «Радуга», 2003. — с.873-874, 975—977, 1017—1018.
- Свобода и несвобода. Границы свободы. Человек верящий. Истоки веры. «Отец всех верующих». Обретение веры. Об умерщвлении плоти. Право на веру (в соавт. с Ю. В. Рыжовым). Человек творческий: введение. Стремление к творчеству. Мыслить, играя. Тактика творчества (в соавт. с Д. А. Леонтьевым). Мужчины и женщины как творцы. Таинство любви. Смерть в русской культуре. «Жди меня..» Стили любви. Запрет на любовь. Признание в любви. Надежда или безнадежность? О традиционном браке // Энциклопедия для детей. Человек. Ч. 3. Духовный мир человека[11] — М.: Аванта+ , 2004. — с.169-198, 224—247, 470, 485, 496—545.
- Самоидентификация. Цель (Целеполагание). Жизненные планы. Надежда. Страсть. Влюбленность. Ревность. Катарсис. Имидж. Совершенный человек. Застенчивость. Грусть. Настроение // Новая школьная энциклопедия. Человек. — М.: Росмэн, Мир книги, 2005. — с.396-397, 474—475, 510—517, 544—547, 554—559, 582—583, 638—639, 702—705.
- Разнообразие культурное. Субкультура. Толерантность // Глобалистика: Международный междисциплинарный энциклопедический словарь / Гл. ред. И. И. Мазур, А. Н. Чумаков. — М. — СПб — Нью-Йорк: Издательский дом «Елима», Издательский дом «Питер», 2006. — с.759-760, 851—852, 884.

Научное редактирование
- Экспертиза в социальном мире: от знания к деятельности / Под ред. Г. В. Иванченко, Д. А. Леонтьева. — М.: Смысл, 2006. — 454 с.
- Поэтика заглавия: Сб.научн.тр. / ред.-сост. А. Н. Андреева, Г. В. Иванченко, Ю. Б. Орлицкий. — М.; Тверь: Лилия принт, 2005. — 336 с.
- Социология и социологическая эссеистика (Библиотека молодых социологов). — М.: ф-т социологии ГУ-ВШЭ, 2005.
- Политика и общество. Методы управления, влияния, познания. Сборник статей аспирантов факультетов прикладной политологии и социологи ГУ-ВШЭ. Отв. ред. М. Ю. Урнов, Л. В. Поляков, Г. В. Иванченко — М., 2006.
- Российская социология завтрашнего дня / Под ред. Г. В. Иванченко. — М.: Изд. дом ГУ-ВШЭ, 2006, 477 с.
- Российская социология завтрашнего дня. Вып.2 / Под ред. Г. В. Иванченко. — М.: Изд. дом ГУ-ВШЭ, 2007, 21 п.л.
- «Политическое» и «социальное» в информационную эпоху. Сборник статей аспирантов факультетов прикладной политологии и социологии ГУ-ВШЭ / Под ред. М. Ю. Урнова, Л. С. Полякова, Г. В. Иванченко. М., Изд-во сообщества профессиональных социологов, 2007, 20 п.л.
- Российская социология завтрашнего дня. Вып.3 / Под ред. Г. В. Иванченко, И. С. Чирикова. — М.: Изд-во Сообщества профессиональных социологов, 2008, 21 п.л.
- Трансформации «политического» и социальные институты в современной России. Сборник статей аспирантов факультетов прикладной политологии и социологии ГУ-ВШЭ / Под ред. М. Ю. Урнова, Л. С. Полякова, Г. В. Иванченко. М., Изд-во сообщества профессиональных социологов, 2008, 12 п.л.
- Системные исследования культуры. Вып.2. Под ред. Иванченко Г. В., Жидкова В. С. СПб: Алетейа, 2008, 37 п.л.